# Demokratisk-Sociale Bevægelse
Den Demokratisk-Sociale Bevægelse (pl. Ruch Demokratyczno-Społeczny, forkortet RDS) var et polsk socialdemokratisk politisk parti, der opstod i april 1991. Partiet blev stiftet af Zbigniew Bujak, da han var uenig i beslutningen om at melde Borgerbevægelsen Demokratisk Aktion (ROAD) ind i Tadeusz Mazowieckis Demokratiske Union (UD).
Ved parlamentsvalget i 1991 lykkedes det kun for partiets leder, Bujak, at komme ind i Sejmen.
Sammen med Solidarność Pracy og den Polske Socialdemokratiske Union dannede RDS i 1992 Arbejdsunionen (UP).